# Джабушанури, Габриэл
Габриэл Джабушанури (1914—1968) — грузинский поэт, хевсур по субэтнической принадлежности. Много писал об ингушах и Ингушетии, за что популярен также и в среде их интеллигенции.

## Биография
Стихи начал писать с детства. Учился в Тбилиси, проживая в интернате для горцев. Затем там же учился в университете. В конце 1930-х вернулся в родное горное село, что позволило ему избежать террора. На фронт Джабушанури не взяли. После депортации ингушей семнадцать лет жил в Ингушетии. Этот горный край нравился поэту и раньше, он имел контакты с некоторыми ингушами и вёл с ними переписку, а трагическая история населявшего его народа вызвала протест и критику, отразившуюся в его творчестве. В том числе поэт обращался к мотиву чужого, покинутого вынужденно дома, где можно быть только гостем. Стихи против депортации и диктатуры (инвектива Сталину) в 1950-х годах могли стоить Джабушанури, как минимум, свободы, но он не был репрессирован.
После личной драмы потерял свою музу, которая не приняла его любви, а позже скончалась. Женился на кахетинке Саре Мезвришвили. Свадьба состоялась в Ларсе, затем семья переехала в Тбилиси, где поэт не жил постоянно с 1942 года и по которому скучал. Был верующим, кроме древне- и новогрузинского знал и церковный грузинский язык. Занимался переводами, в том числе Расула Гамзатова. Скончался дома после тяжелой болезни. Некролог был опубликован в «Литературной Грузии».
Часть стихотворений переведены на русский и ингушский языки. Кроме опубликованных произведений, много стихотворений из наследия Г. Джабушанури осталось в виде рукописей.

## Поэзия (избр.)
- О, пасмурное небо Гилго!
- Одинокий аул
- Гилгойский кот

## Память
- Фильм М. Бежиташвили «Габриэл Джабушанури» (2014)
- Ряд сборников

## Комментарий
1. ↑  У ингушей встречается вариант написания имени Габриэль

### На ингушском языке
- Цуров Р. Мехках баьхача гӏалгӏаех вийлха пхий поэт Габриэл Джабушанури (ингуш.) = Хевсурский поэт Габриэл Джабушанури, плакавший об участи выселенных ингушей // Сердало. — 2013. — 20 аьтинга (№ 80—81). — С. 5.